# Слав Данев
Слав Данев е български учител, политик и дипломат.

## Биография
Слав Василев Данев е роден на 5 март 1947 г. в ямболското село Сламино.
Политическите промени през 1989 г. го заварват като учител в Математическата гимназия в Ямбол. Преди това е бил учител в Мароко и преподавател в колеж в Канада. По това време брат му е политически емигрант в САЩ.
През 1991 г. е избран за депутат в XXXVI народно събрание  в листата на СДС от квотата на Българския демократичен форум. През следващата година правителството на Филип Димитров го назначава за посланик в Канада.
По същото време в посолството работи и актьорът Тодор Колев, който по-късно в спомените си описва някои от конфликтите си с посланика. Данев е отзован от длъжността посланик с Указ № 291 от 30 септември 1999 г., но той отказа да се завърне оконачателно в България.
Два пъти, през 2007 г. и 2010 г. Комисията за разкриване на документите и за обявяване на принадлежност на българските граждани към ДС и РС обявява, че от 1976 г. до 1985 г. е агент на Държавна сигурност.